# Володимир (Війтишин)
Володи́мир Іва́нович Війтишин (нар. 9 листопада 1959, Демидівка) — архієпископ і митрополит Івано-Франківський Української греко-католицької церкви.

## Життєпис
Народився 9 листопада 1959 року в селі Демидівка на Вінниччині. Після закінчення середньої школи навчався у підпільній семінарії, яке змушений був перервати на час служби в армії (1978–1980 роки). У 1982 році закінчив навчання.
26 травня 1982 року отримав ієрейські свячення (святитель — єпископ Павло Василик). У часи підпілля здійснював душпастирську діяльність у різних місцевостях Тернопільської та Івано-Франківської областей.
4 серпня 1987 року, з ініціативи та під проводом єпископа Павла Василика, разом з декількома священниками та мирянами підписав Заяву про вихід УГКЦ з підпілля. Цей документ було передано Папі Римському Іванові Павлові II та Президентові СРСР Михайлові Горбачову. 16 травня 1989 року, напередодні з'їзду народних депутатів СРСР, був членом делегації до Москви за легалізацію підпільної УГКЦ (у делегацію також входили єпископи Филимон Курчаба, Павло Василик, Софрон Дмитерко, отці Григорій Сімкайло та Ігор Возьняк).
Після виходу Української греко-католицької церкви з підпілля, продовжив вивчати богослов'я: спочатку навчався в Івано-Франківському богословсько-катехитичному інституті, відтак у Люблінському католицькому університеті, де в 2002 році отримав ліценціат з пасторальної теології.
14 травня 1999 року Верховний архієпископ УГКЦ Мирослав Іван Любачівський відзначив о. Володимира Війтишина церковною нагородою — митрою.
З 1990 року, — парох і декан Тлумача, з 1997 року, — економ Коломийсько-Чернівецької єпархії. Протягом цього часу був також судовим вікарієм та членом Колегії єпархіальних радників.
13 травня 2003 року Папа Іван Павло II номінував священника Володимира Війтишина єпископом-коад'ютором Коломийсько-Чернівецької єпархії. Чин архієрейської хіротонії 15 липня 2003 року здійснив Глава УГКЦ Блаженніший Любомир Гузар. Співсвятителями були єпископи Павло Василик та Софрон Мудрий.
Після смерті єпископа Коломийсько-Чернівецького Павла Василика 12 грудня 2004 року єпископ Володимир Війтишин, згідно з приписами Кодексу Канонів Східних Церков, успадкував престол Коломийсько-Чернівецької єпархії, ставши правлячим єпископом Коломийсько-Чернівецьким, і виконував ці обов'язки до червня 2005 року.
2 червня 2005 року Верховний Архієпископ Любомир Гузар, за згодою Синоду Єпископів Української греко-католицької церкви, призначив Володимира Війтишина єпископом Івано-Франківським. Введення на престол відбулося 12 липня 2005 року.
13 грудня 2011 року, у день Святого Андрія Первозванного, Предстоятель Української греко-католицької Церкви Блаженніший Святослав (Шевчук), вслід за Львівською митрополією, проголосив утворення Івано-Франківської митрополії УГКЦ і ввів на престол її першого Митрополита — Владику Володимира (Війтишина). Таким чином митрополит отримав повноваження та обов'язки, передбачені кан. 131—139 Кодексу канонів Східних Церков. Він скликатиме Митрополичий синод, який врегульовуватиме питання діяльності Церкви на певній території, матиме право висвячувати, інтронізувати єпископів своєї митрополії, дбатиме про ретельне дотримання віри, проводитиме канонічні візитації, якщо вони занедбані в єпархіях, а також має створити Митрополичий трибунал.

## Державні нагороди
9 грудня 2009 року Президент України Віктор Ющенко нагородив єпископа Володимира Війтишина орденом «За заслуги» III ступеня «за вагомий особистий внесок у реалізацію державних соціальних програм, активну благодійну діяльність та з нагоди Дня благодійництва».
Указом Президента України № 336/2016 від 19 серпня 2016 року нагороджена ювілейною медаллю «25 років незалежності України».